# Diócesis de Qizhou
La diócesis de Qizhou o de Kichow (en latín: Dioecesis Chiceuvensis y en chino: 天主教蕲州教区) es una circunscripción eclesiástica de la Iglesia católica en China. Se trata de una diócesis latina, sufragánea de la arquidiócesis de Hankou. Desde el 23 de junio de 1990 es sede vacante. La Asociación Patriótica Católica China la renombró diócesis de Qizhou en año desconocido y en 2000 la fusionó a la diócesis de Puqi, sin asentimiento de la Santa Sede.

## Territorio y organización
La diócesis tiene 28 000 km² y extiende su jurisdicción sobre los fieles católicos de rito latino residentes en parte de la provincia de Hubei.
La sede de la diócesis se encuentra en la ciudad de Qizhou en el condado de Qichun, en la ciudad prefectura de Huanggang. La sede de la diócesis patriótica de Puqi se halla en la ciudad de Chibi, en donde se halla la catedral.
En 1950 en la diócesis no se informó sobre la existencia de parroquias.

## Historia
La misión sui iuris de Hwangchow fue erigida el 18 de julio de 1929 con el breve Tum ex Delegato del papa Pío XI, obteniendo el territorio del vicariato apostólico de Hankow (hoy arquidiócesis de Hankou).
El 1 de junio de 1932 la misión sui iuris fue elevada a prefectura apostólica con el breve Cum non sine del papa Pío XI.
El 27 de enero de 1936, por efecto de la bula Quidquid catholico del papa Pío XI la prefectura apostólica incorporó una porción del territorio del vicariato apostólico de Anking (hoy arquidiócesis de Anqing) y fue elevada a vicariato apostólico, asumiendo el nombre de vicariato apostólico de Kichow (Qizhou).
El 7 de diciembre de 1939 se establecieron nuevas fronteras con la diócesis de Wuchang en virtud del decreto Cum Vicarii de la Sagrada Congregación para la Propagación de la Fe.
El 11 de abril de 1946 el vicariato apostólico fue elevado a diócesis con la bula Quotidie Nos del papa Pío XII.
En 1949 el Partido Comunista de China capturó Qizhou, se impuso en la guerra civil y proclamó la República Popular China el 1 de octubre de 1949. El 4 de septiembre de 1951 China comunista expulsó al nuncio apostólico Antonio Riberi y la Santa Sede continuó reconociendo a la República de China en Taiwán como el legítimo gobierno chino. Todos los misioneros extranjeros fueron expulsados de China comunista en 1952, entre ellos el obispo Orazio Ferruccio Ceol.
La Asociación Patriótica Católica China fue creada con el apoyo de la Oficina de Asuntos Religiosos de la República Popular de China en 1957, con el objetivo de controlar las actividades de los católicos en China. Su nombre público es Iglesia católica china y es referida como la "Iglesia oficial" en contraposición a la "Iglesia subterránea" o "Iglesia clandestina" leal a la Santa Sede.
En el período de 1966 a 1976 la Revolución Cultural se ensañó especialmente contra la religión, destruyéndose numerosas iglesias y cesaron todas las actividades religiosas en la diócesis. La diócesis reasumió sus actividades en la década de 1980.
La Asociación Patriótica Católica China la fusionó en 2000 con la diócesis de Puqi, manteniendo el nombre de diócesis de Puqi, sin asentimiento de la Santa Sede.
El 22 de septiembre de 2018 se firmó en Pekín el Acuerdo provisional entre la Santa Sede y la República Popular de China sobre el nombramiento de los obispos. El 22 de octubre de 2020 el acuerdo fue prorrogado por otros dos años y en octubre de 2022 por otros dos años más. La oficialización de Jin Yangke como obispo de Ningbo (en el marco del acuerdo de 2018 entre China y la Santa Sede) llegó el 18 de agosto de 2020.
Debido a la situación particular de la Iglesia católica en China, la Santa Sede no nombra obispos para las diócesis chinas, que son sedes oficialmente vacantes incluso en presencia de obispos reconocidos por Roma.

## Estadísticas
Según el Anuario Pontificio 2002 la diócesis tenía a fines de 1950 un total de 15 946 fieles bautizados.
| Año                                                                             | Población            | Población | Población      | Sacerdotes | Sacerdotes    | Sacerdotes    | Bautizados por sacerdote | Diáconos permanentes | Religiosos | Religiosos | Parroquias |
| Año                                                                             | Bautizados católicos | Total     | % de católicos | Total      | Clero secular | Clero regular | Bautizados por sacerdote | Diáconos permanentes | Varones    | Mujeres    | Parroquias |
| ------------------------------------------------------------------------------- | -------------------- | --------- | -------------- | ---------- | ------------- | ------------- | ------------------------ | -------------------- | ---------- | ---------- | ---------- |
| 1950                                                                            | 15 946               | 3 747 308 | 0.4            | ?          | ?             | ?             | ?                        | ?                    | ?          | ?          | ?          |
| Fuente: Catholic-Hierarchy, que a su vez toma los datos del Anuario Pontificio. |                      |           |                |            |               |               |                          |                      |            |            |            |

## Episcopologio
- Ruggero Raffaele Cazzanelli, O.F.M. † (27 de enero de 1936-1941 renunció)
- Orazio Ferruccio Ceol, O.F.M. † (10 de junio de 1948-23 de junio de 1990 falleció)